# Jean-Philippe Darcis

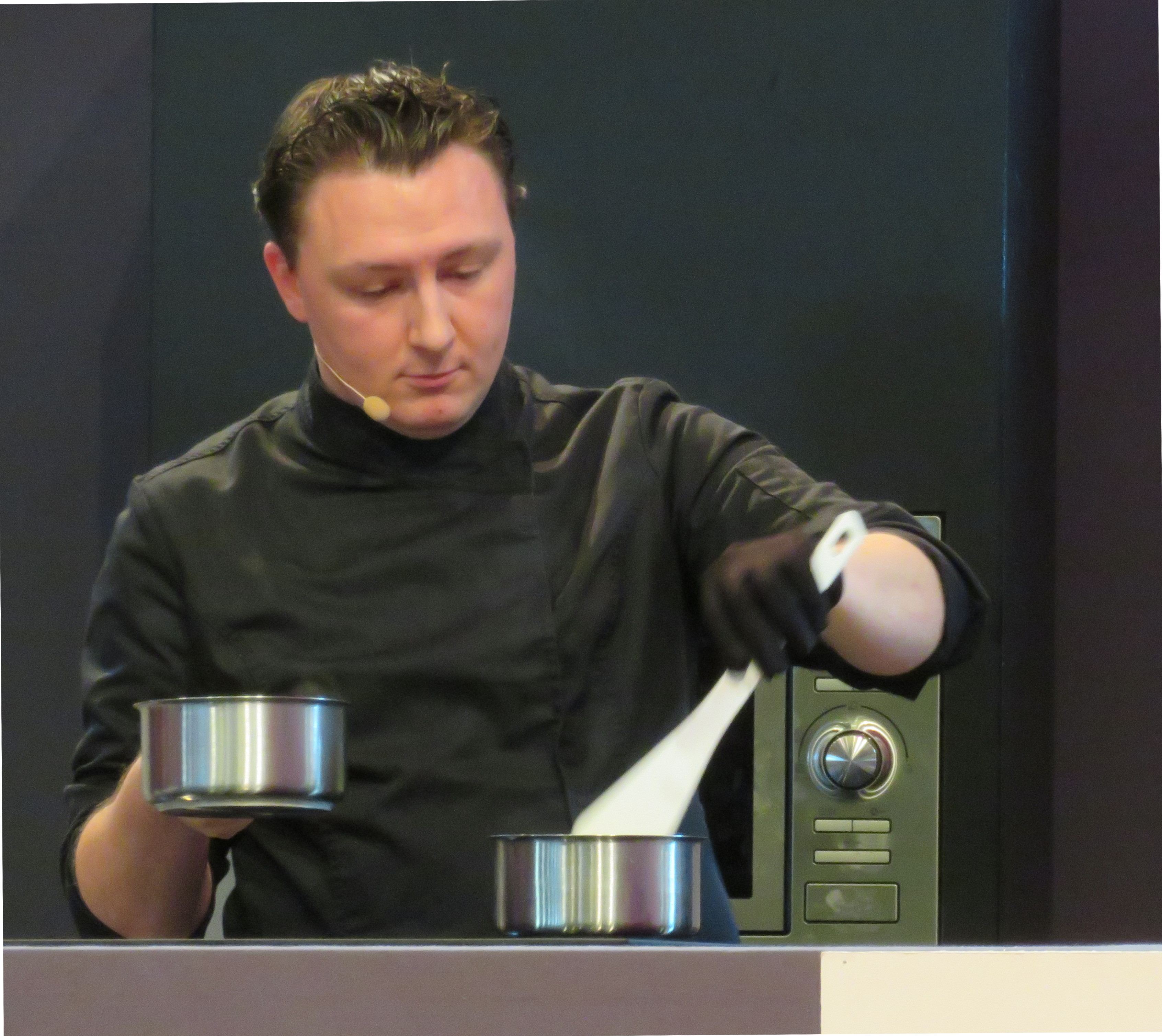
Jean-Philippe Darcis op het Salon chocolat in Parijs (2017)

Jean-Philippe Darcis (Verviers, 1971) is een Belgische patissier en chocolatier. Darcis is daarnaast ambassadeur van Belgische chocolade.

## Biografie
Darcis opende zijn eerste winkel toen hij 25 was, terwijl hij trainde bij gerenommeerde chocolatiers zoals Lenôtre, Belouet, Wittamer of Richard. Hij won talrijke prijzen, waaronder de International Belgian Chocolate Prize in 2001, die hem de titel van Belgische chocolade-ambassadeur voor het leven opleverde.
Na zijn eerste winkel opende hij ook elders in België winkels, waaronder in Luik en Brussel. Ook opende hij winkels in het buitenland (o.a. in Spanje en Japan).
Darcis was initiatiefnemer van de bouw van "La Chocolaterie" in Verviers, waarin zowel een winkel, museum als kookschool gevestigd zijn, die medio 2016 werd geopend. Eind 2016 vestigde Darcis het wereldrecord van de langste chocolade-eclair (tot dan in handen van Zwitserse banketbakkers met een eclair van 503 m lang) met een eclair van 676 m. Het record werd echter niet erkend door het Guinness Book of Records.
Sinds december 2019 zijn twee bedrijven van Philippe Darcis onder de gerechtelijke reorganisatieprocedure geplaatst, na een verlies van €1,15 miljoen.

## Specialiteiten
Kenmerkend voor Darcis is dat hij klassieke patisserieproducten, zoals de macaron, 'moderniseert'. Daarnaast verlaagt hij het suikergehalte om de kracht en de zuiverheid van smaken en aroma's intenser te maken.

### De macarons
Jean-Philippe Darcis staat bekend om zijn macarons. In december 2011 opende Jean-Philippe Darcis een online winkel voor de verkoop van zijn producten, waaronder de macarons.

### Chocol@
In 2010 creëerde Jean-Philippe Darcis met 3 partners een nieuw concept. Dit nieuwe product, Chocol@ genaamd, maakt het mogelijk om berichten bestaande uit pralines te versturen via de webwinkel.